# Credicard Citi Mastercard Tennis Cup 2004
Il Credicard Citi Mastercard Tennis Cup 2004 è stato un torneo di tennis facente parte della categoria ATP Challenger Series nell'ambito dell'ATP Challenger Series 2004. Il torneo si è giocato a Campos do Jordão in Brasile dal 19 al 25 luglio 2004 su campi in cemento.

## Vincitori

### Singolare
Takao Suzuki ha battuto in finale  Giovanni Lapentti con il punteggio di 6–4, 6–3

### Doppio
Ricardo Mello /  Iván Miranda hanno battuto in finale  Alejandro Hernández /  André Sá con il punteggio di 6–3, 6–4